# Buddy Daddies 殺手奶爸
Buddy Daddies 殺手奶爸是於2023年1月6日至3月31日播映的日本原創電視動畫，製作公司為P.A.WORKS，淺井義之執導，Nitro+的下倉Vio擔任系列構成。2022年10月22日，初次公佈有關本作的消息。

## 登場人物
來栖一騎（聲：豐永利行）
28歲殺手。與同業者的Buddy的零同居，並且照顧他起居。和零之間的工作分配主要是承包、事前的情報收集、制定實行計畫。交際能力強，喜歡女性和賭博。擅長料理和打掃衛生，偶爾也會斥責零的自甘墮落的生活。過去曾有結婚懷孕的妻子，但妻子因從事幕後工作而去世。最後為了「家人」退出組織，還和零開了一間店。
諏訪零（聲：內山昂輝）
25歲殺手。很少說話，一騎滾進家裡也不會在意。身體能力很高，格鬥術和射擊等級是業界的頂尖水準。工作和私生活的差別很大，在家會當個阿宅閉門不出，總是玩遊戲。老家是龐大的地下社會家庭，從小時候開始就受到父母作為殺手的英才教育。無法逃脫家族的固執，同樣無法理解普通的親子關係。最後為了「家人」退出組織。
海坂美俐／海坂米莉（聲：木野日菜）
很有精神不會膽怯，天真無邪的4歲女孩。父親是人口買賣組織的大牌經紀人，是黑手黨的老闆。母親是老闆的情人。在來到酒店尋找父親的時候被捲入了槍戰，被一騎所救。對人親近，稱呼一騎為「一騎爸爸」，稱呼零為「零爸爸」。
九棋久太郎（聲：森川智之）
32歲咖啡店老闆。給一騎等人安排工作的仲介。平時作為咖啡店「槲寄生」的老闆時很和藹可親。洞察力敏銳，相當的情報通。對一騎和零的過去也很了解，但並沒有介入，始終保持工作的交易對象的關係上。平時是個溫柔的大哥，但工作失敗的話，也兼備了會輕易捨棄的幹練。對一騎等人來說，是一個可靠但不令人愉快的夥伴。
小木埜了（聲：真殿光昭）
沒有任何感情並殺很多人的殺人機器。憑藉巨大的身體和壓倒性的力量毀滅了許多組織，為了尋求工作輾轉各地。與久太郎相識，和一騎妻子死亡的事故有關，只不過一騎並不知道那件事。最後被一騎用刀插進去後頸，往後倒下時貫穿喉嚨。
海坂美咲（聲：森奈奈子）
34歲斯納庫的媽媽桑兼歌手。美俐（米莉）的母親，在與美俐（米莉）的黑手黨老闆父親發生婚外情之後生下了美俐（米莉）。男人運不好，每天都過得很糟糕。被小木埜了在租房內射殺。
羽生杏奈（聲：照井春佳）
24歲藍天保育園的保育員。性格大方溫柔，被孩子們稱為「小杏奈」。不擅長彈鋼琴。
来栖柚子（聲：伊藤靜）
一騎最愛的妻子，懷孕死於事故，得年25歲。
泉花梨（聲：長谷川育美）
22歲大學生。柚子的妹妹，一騎的小姨，對於姊姊和一騎結婚的事情感到高興。
諏訪重毅（聲：藤真秀）
零的父親。組織的首領。
梶悟（聲：木下浩之）
組織的成員之一。

## 電視動畫

### 主題曲
片頭曲SHOCK!
歌：Ayase
作詞、作曲、編曲：Ayase
第1話用作片尾曲影片。
片尾曲My Plan
歌：DURDN
作詞：yacco、Baku，作曲：SHINTA、yacco
第1話未使用。
插曲Don't say good bye（第3話）
歌：海坂美咲（森奈奈子）
作詞：Zinee，作曲：北川勝利

### 各話列表
| 話數             | 標題 | 中文標題           | 劇本     | 分鏡               | 演出                         | 作畫監督 | 總作畫監督            | 首播日期      |
| ---------------- | ---- | ------------------ | -------- | ------------------ | ---------------------------- | --- | --------------------- | ------------- |
| 1                |      | 小菜一碟           | 柿原優子 | 浅井义之           | 太田知章                     | 矢野康平、三宫哲太、佐古宗一郎 杉光登、野田友美、降籏秀吉 Park ji-seung                                           | 佐古宗一郎            | 2023年 1月6日 |
| 2                |      | 死亡之吻           | 柿原優子 | 浅井义之           | 佐佐木勅嘉                   | 三好有香、宫崎司、斋藤佳子 佐藤沙名荣、加藤明日美、酒井美佳 中熊太一、馆崎大、Amphibi （Cononut Tree）、Nyki Ikyn | 佐古宗一郎            | 1月13日       |
| 3                |      | 生活情趣           | 柿原優子 | 许琮 浅井义之      | 川面真也                     | 矢野康平、佐藤沙名荣、金正男 杉光登、稻熊一晃、若林广大 酒井美佳、Lee Beom-jin Yun Jeong-hye、Park Ae-ri          | 佐古宗一郎 佐藤沙名荣 | 1月20日       |
| 4                |      | 將來會怎樣         | 柿原優子 | 許琮               | 高橋雅和                     | 兒玉光、承山菜美、                                                                                                | 不適用                | 1月27日       |
| 5                |      | 關鍵時刻           | 柿原優子 | 市村彻夫           | 市村彻夫                     | 小島明日香、三宮哲太、鍋田香代子 佐藤沙名榮、成松義人、佐藤好、館崎大                                             | 佐藤沙名榮            | 2月3日        |
| 6                |      | 愛使人盲目         | 柿原優子 | 篠原俊哉           | 佐佐木達也                   | 檜垣彰子、藤谷奈美、Kang Il-goo Joo Ok-yoon、Ryu Seung-cheol、金慧秀 柳昇希、姜美愛、金慶鎬、朴在石               | 佐古宗一郎            | 2月10日       |
| 7                |      | 雨過天晴           | 中西泰博 | 小島正幸           | 熨斗谷充孝                   | 天野和子、宮崎司、井上裕亮、田中未来、村長由紀                                                                    | 佐藤沙名榮            | 2月17日       |
| 8                |      | 無所求，無所獲     | 中西泰博 | 岡村天齋           | 高村彰、佐佐木敕嘉、淺井義之 | 宮崎司、矢野康平、三宮哲太 天野和子、井上裕亮、鍋田香代子                                                         | 佐古宗一郎            | 2月24日       |
| 8.5 INTERMISSION |      | 挑選（最佳的一個） | 神林裕介 | （總集篇）         | （總集篇）                   | （總集篇） | （總集篇）            | 3月3日        |
| 9                |      | 苦盡甘來           | 柿原優子 | 倉川英揚           | 佐佐木敕嘉                   | 田中未來、酒井美佳、柳瀨讓二 吉田肇、金正男、中島美子、佐佐木敕嘉                                                 | 佐藤沙名榮            | 3月10日       |
| 10               |      | 迷失海上           | 柿原優子 | 日下部智津子       | 境隼人                       | 佐伯直實、松林志穗美                                                                                              | 佐古宗一郎            | 3月17日       |
| 11               |      | 每個人都是偽君子   | 中西泰博 | 寺東克己、阿部雄一 | 高橋雅和、萩原悠理           | 小倉恭平、承山菜美 鍋田香代子、佐藤沙名榮、稻熊一晃 金正男、成松義人、吉田肇                                      | 佐古宗一郎            | 3月24日       |
| 12               |      | 女兒與父親         | 下倉Vio  | 淺井義之、岡村天齋 | 太田知章                     | 宮崎司、矢野 康平、三宮哲太 柳瀨讓二、稻熊一晃、藤谷奈美 鍋田香代子、杉光登、齊藤佳子 佐藤沙名榮、佐古宗一郎      | 佐古宗一郎            | 3月31日       |

## 外部連結
- 官方網站（日語）
- Buddy Daddies 殺手奶爸的X（前Twitter）（日語）